# Dacentrurus
A Dacentrurus (jelentése 'nagyon hegyes farok'), eredeti nevén Omosaurus, a nagy méretű stegosaurus dinoszauruszok egyik neme, amely a késő jura időszakban élt (154–150 millió évvel ezelőtt). A hossza körülbelül 7–8 méter lehetett. A gerince mentén párban álló, háromszögletű lemezek helyezkedtek el, a farka végén pedig négy pár tüske volt. Ez az elrendezés rokonára, a Kentrosaurusra emlékeztet. Ismeretlen okból több könyv is azt állítja, hogy a Dacentrurus kis méretű stegosaurus volt, miközben egy (az ízvápánál mérve) 1,5 méteres medence azt jelzi, hogy a legnagyobbak közé tartozott.

## Felfedezés és fajok

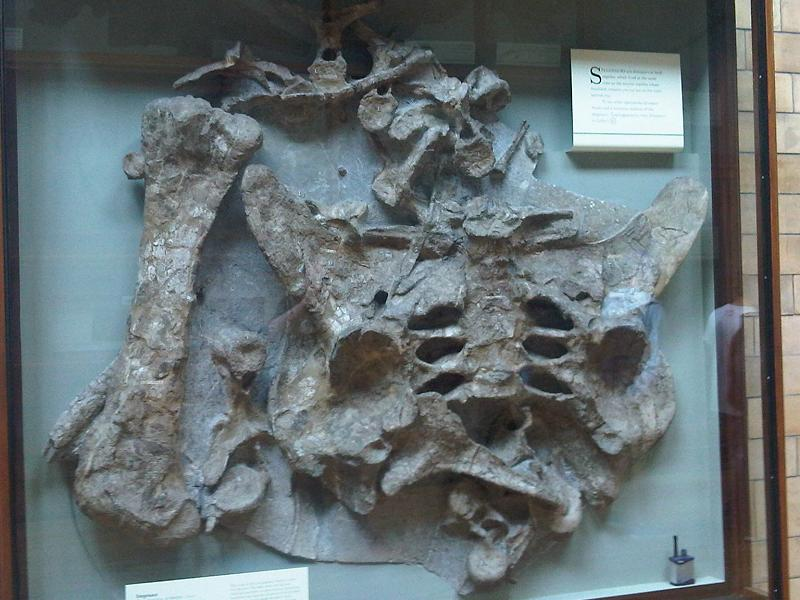
A Dacentrurus armatus holotípusának rekonstrukciója a londoni Természettudományi Múzeumban

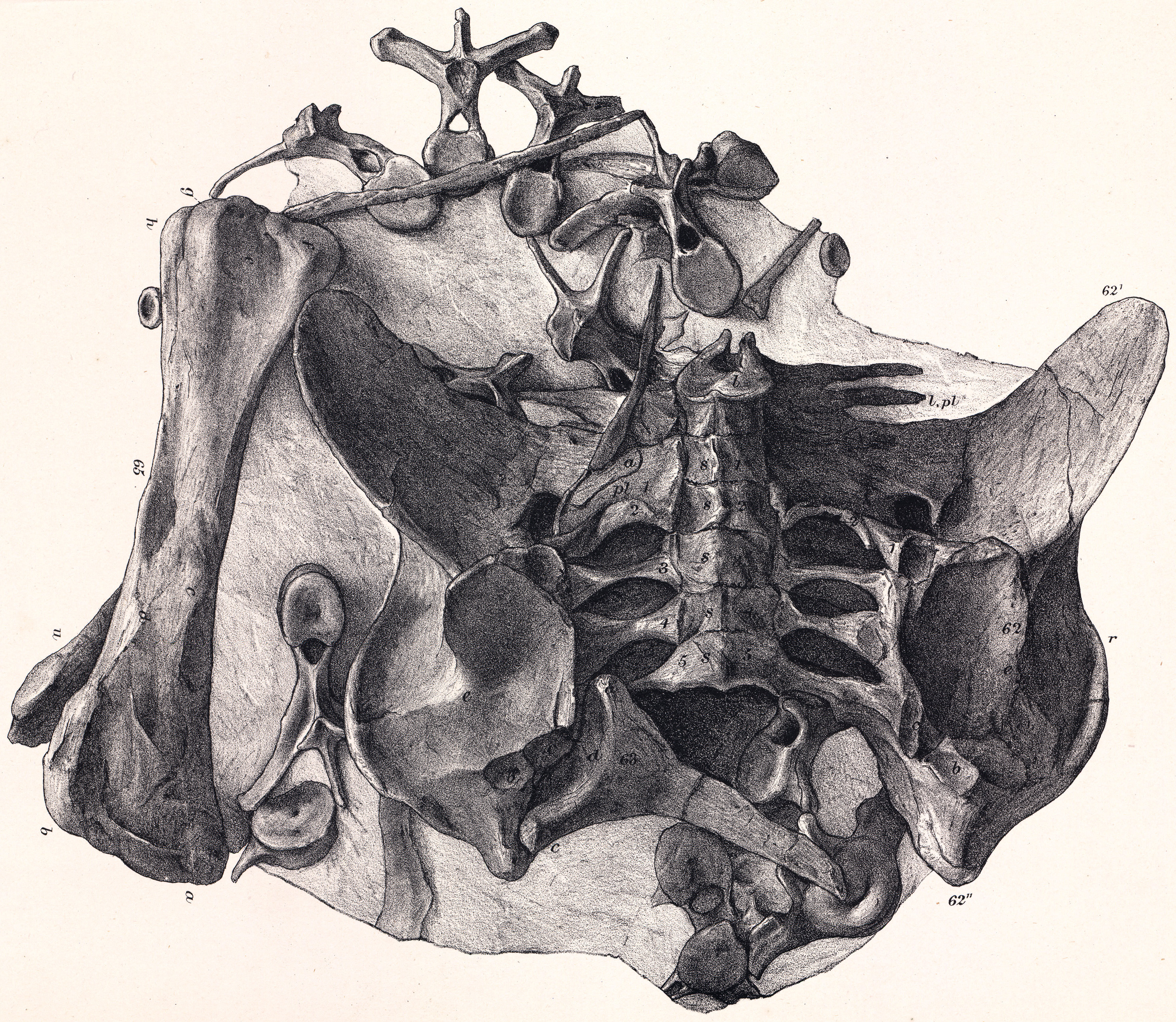
A Dacentrurus armatus holotípusa, Owen 1875-ös monográfiájából

Mikor Richard Owen 1875-ben leírást készített róla, az Omosaurus armatus lett az első ismert stegosaurus, a nevét azonban később megváltoztatták.

### Fajok
A Dacentrurusénak tekintett fajok közé tartozik a D. durobrivensis (a Lexovisaurus durobrivensisszel együtt), a D. phillipsi (egyesek szerint a Priodontognathus phillipsivel együtt, ami az azonos fajnevekből eredő tévedés), valamint a D. vetustus (a Lexovisaurus vetustusszal együtt).

## Elterjedés
A fosszilis bizonyítékokat Anglia déli részén, Wiltshire-ben és Dorsetben találták meg (közéjük tartozik a D. armatus néven leírt csigolya, amire a dorseti Weymouth-ban bukkantak), de emellett Franciaországban és Spanyolországban is kerültek elő maradványok, Portugáliában pedig további öt csontvázat fedeztek fel:
- Argiles d'Octeville[4]
- Camadas de Alcobaca[4]
- El Collado Formáció[4]
- Kimmeridge Clay[4]
- Unidade Amoreira-Porto Novo[4]
- Unidade Bombarral[4]
- ?Unidade Castehanos[4]
- Unidade Sobral[4]

## Fordítás
- Ez a szócikk részben vagy egészben a Dacentrurus című angol Wikipédia-szócikk ezen változatának fordításán alapul.  Az eredeti cikk szerkesztőit annak laptörténete sorolja fel. Ez a jelzés csupán a megfogalmazás eredetét és a szerzői jogokat jelzi, nem szolgál a cikkben szereplő információk forrásmegjelöléseként.